# Deirdre Beddoe
Deirdre Beddoe (geb. 1942 in Barry) ist eine walisische Historikerin und Fellow der Learned Society of Wales. Sie forscht zur Frauengeschichte des modernen Großbritannien mit besonderem Augenmerk auf Wales. Sie ist emeritierte Professorin für Frauengeschichte an der University of Glamorgan, Pontypridd.

## Leben
Sie engagierte sich während der 1970er Jahre als Mitglied der Cardiff Women's Action Group (dt. Frauenaktionsgruppe) im Women's Liberation Movement (dt. Frauenbewegung).

## Karriere
Beddoe hat zur Frauengeschichte in Großbritannien und Wales geforscht und publiziert. Sie forschte dabei vor allem zum Leben von Frauen während der Weltkriege, zum Frauenwahlrecht und zur Frauenliteratur in Großbritannien während des 20. Jahrhunderts.
Sie war im Jahr 1977 Mitbegründerin des Women's Archive of Wales (dt. walisisches Frauenarchiv) und engagierte sich dahingehend, Frauen in der walisischen Geschichte zu mehr Sichtbarkeit zu verhelfen. Sie organisierte im Jahr 1983 die erste Konferenz zur Frauengeschichte in Wales.
Im Jahr 2008 wurde ihr der Western Mail Val Feld Award für ihr außergewöhnliches Engagement in der Förderung der Rolle und Sichtbarkeit von Frauen in Wales verliehen. Im Jahr 2012 wurde sie als Fellow in die Learned Society of Wales (dt. gelehrte Gesellschaft von Wales) aufgenommen.

## Mediales Engagement
Beddoe war zusammen mit Sheila Owen-Jones Regisseurin des Films I'll Be Here For All Time (1985). Der Film zeichnet die Traditionslinien der walisischen Frauenbewegung und ihrer Protestaktionen. Ein Anspruch des Films war es darzulegen, dass eine Kenntnis der Frauengeschichte essenziell ist.
Im Jahr 2016 schuf sie für die BBC ein Programm zu walisischen Frauen während des Ersten Weltkrieges. Außerdem arbeitete sie als geschichtswissenschaftliche Beraterin im Kontext von fünf Filmen.